# فرانك كو
فرانك كو (بالإنجليزية: Frank Coe)‏ هو جاسوس أمريكي، ولد في 1907 في ريتشموند في الولايات المتحدة، وتوفي في 2 يونيو 1980 في بكين في الصين.